# Thermobiotes mytilogeiton
Thermobiotes mytilogeiton is een straalvinnige vissensoort uit de familie van kuilalen (Synaphobranchidae). De wetenschappelijke naam van de soort is voor het eerst geldig gepubliceerd in 1991 door Geistdoerfer.